# 铌酸锂
铌酸锂（化学式：LiNbO3）是一种偏铌酸盐。其单晶为光波导，移动电话，压电传感器，光学调制器和各种其它线性和非线性光学应用的重要材料。

## 性质
铌酸锂是一种不溶于水的无色固体。它具有一个缺乏反演对称性的三方晶系，并显示出铁电性、泡克耳斯效应、压电效应和光弹性。铌酸锂具有负的单轴双折射，这略微取决于温度以及晶体的化学计量比。它可以透过波长为350至5200纳米之间的波。
铌酸锂可通过掺杂氧化镁在它的光学损伤阈上,来增强它对光损伤的抗性（这种损伤常称为光反射损伤）。其他可用的掺杂物还有铁、锌、铪、铜、钆、铒、钇、锰和硼。

## 生长
铌酸锂的单晶可以使用柴可拉斯基法制作。 

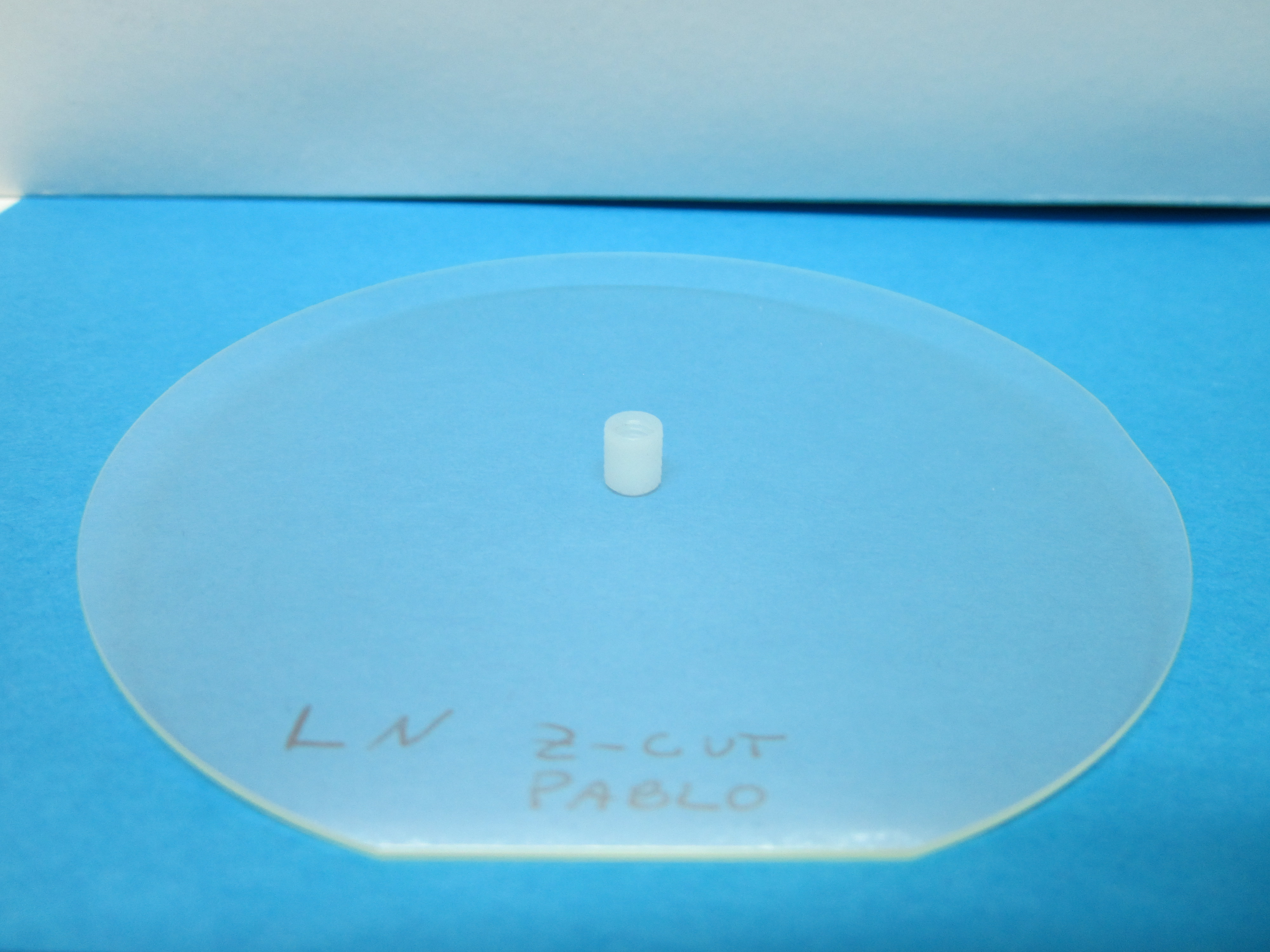
一块Z向切割的铌酸锂单晶薄片

在晶体生长完之后，它会被在不同方向上切成薄片。常见的取向有Z向，X向，Y向，以及沿上述几个轴旋转一定角度切割。

## 纳米粒子
铌酸锂和五氧化二铌的纳米颗粒可在低温下制备。完整的实验报告表明NbCl5被LiH还原，随后原位自发氧化成低价铌纳米氧化物。这些铌氧化物暴露于空气气氛从而产生纯的Nb2O5。最后，稳定的Nb2O5在过量的LiH的受控水解中被转化为铌酸锂LiNbO3纳米颗粒。 直径约为10nm的铌酸锂球形纳米颗粒可以通过将孔状二氧化硅基质浸渍于LiNO3和 NH4NbO(C2O4)2的混合水溶液中，接着在IR炉中加热10分钟来制备。

## 应用
铌酸锂被广泛使用在电信市场，比如在移动电话和光调制器中。它是制造表面声波设备的可选材料。对于某些用途，它可以被钽酸锂（LiTaO
3）所取代。其他用途是在激光倍频、非线性光学、泡克耳斯盒、光学参量振荡器、Q开关激光器以及其它声光效应器件、千兆赫频率光开关等。它是用于制造光波导的优异材料。
它也被用于光学的空间低通（抗混叠）滤波器的制作。

## 周期性极化铌酸锂（PPLN）

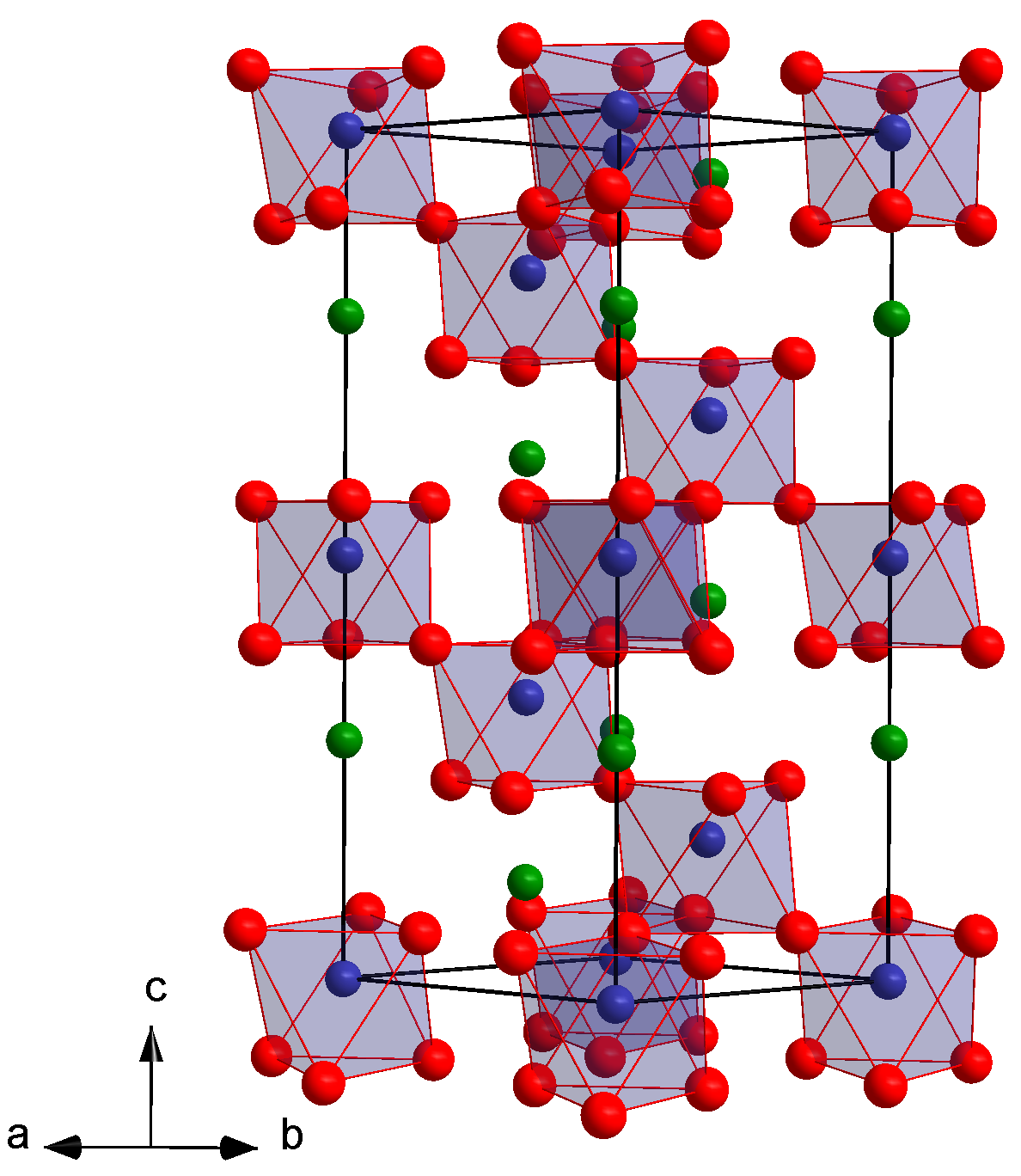
铌酸锂晶体结构，Nb与O形成八面体型配位

周期性极化铌酸锂（PPLN）是一种以磁畴为单位设计制造的铌酸锂晶体，主要用于实现非线性光学的准相位匹配。铁电体畴交替指向+c和-c方向，周期通常为5至35µm。该范围中周期较短的铁电体被用于二次谐波生成，而周期较长的则被用于光参量振荡。周期性极化可以通过使用周期性结构的电极进行电极化来实现。晶体受控加热可以用于在介质中微调相位匹配，这是因为分散体随温度变化而微小变化。
周期性极化使用铌酸锂的非线性张量最大值，d33= 27 pm/V。准相位匹配给出的最大效率为完整的d33的2/π（64%），约为17 pm/V。
用于周期性极化的其它材料是宽带隙无机晶体状的KTP（可以产生周期性极化KTP，即PPKTP）、钽酸锂，以及一些有机材料。
周期性极化技术也可以用来形成表面的纳米结构。
然而，由于它的低光反射破坏阈值，PPLN只在非常低的功率水平发现有限的应用。不过掺杂氧化镁的铌酸锂是通过周期性极化的方法制造的。因此，周期性极化的掺杂氧化镁的铌酸锂（PPMgOLN）将应用扩大到中等功率水平。

## 塞耳迈耶尔方程
关于非寻常波折射率的塞耳迈耶尔方程被用于找到晶体的掺杂周期和准位相匹配的大致温度Jundt的结论是
{\displaystyle n_{e}^{2}=5.35583+4.629\times 10^{-7}f+{0.100473+3.862\times 10^{-8}f \over \lambda ^{2}-(0.20692-0.89\times 10^{-8}f)^{2}}+{100+2.657\times 10^{-5}f \over \lambda ^{2}-(11.34927)^{2}}-1.5334\times 10^{-2}\lambda ^{2}}
这一公式在温度20~250°C，波长0.4~5微米范围内适用，对于更长的波长，有
{\displaystyle n_{e}^{2}=5.39121+4.968\times 10^{-7}f+{0.100473+3.862\times 10^{-8}f \over \lambda ^{2}-(0.20692-0.89\times 10^{-8}f)^{2}}+{100+2.657\times 10^{-5}f \over \lambda ^{2}-(11.34927)^{2}}-(1.544\times 10^{-2}+9.62119\times 10^{-10}\lambda )\lambda ^{2}}
其适用范围是T=25~180°C波长λ在2.8到4.8微米之间。
上述方程中f=（T-24.5）（T+570.82），λ单位是微米，T单位是摄氏度。
一个更加综合且适合各种掺杂MgO比例的LiNbO3的非寻常波折射率公式是:
{\displaystyle n^{2}=a_{1}+b_{1}f+{a_{2}+b_{2}f \over \lambda ^{2}-(a_{3}+b_{3}f)^{2}}+{a_{4}+b_{4}f \over \lambda ^{2}-a_{5}^{2}}-a_{6}\lambda ^{2}},
其中：
| 因素 | 5%MgO掺杂（CLN） | 5%MgO掺杂（CLN） | 1%MgO掺杂（SLN） |
|      | ne               | no               | ne               |
| a1   | 5.756            | 5.653            | 5.078            |
| a2   | 0.0983           | 0.1185           | 0.0964           |
| a3   | 0.2020           | 0.2091           | 0.2065           |
| a4   | 189.32           | 89.61            | 61.16            |
| a5   | 12.52            | 10.85            | 10.55            |
| a6   | 1.32×10-2        | 1.97×10-2        | 1.59×10-2        |
| b1   | 2.860×10-6       | 7.941×10-7       | 4.677×10-7       |
| b2   | 4.700×10-8       | 3.134×10-8       | 7.822×10-8       |
| b3   | 6.113×10-8       | -4.641×10-9      | -2.653×10-8      |
| b4   | 1.516×10-4       | -2.188×10-6      | 1.096×10-4       |

这些数据仅对符合对应化学计量比的铌酸锂适用。

## 扩展阅读
- Ferraro, Pietro; Grilli, Simonetta; De Natale, Paolo (编). . Springer Series in Materials Science 91.   [2014-08-18]. doi:10.1007/978-3-540-77965-0. （原始内容存档于2011-06-06）.